# ジョゼフ・メリック

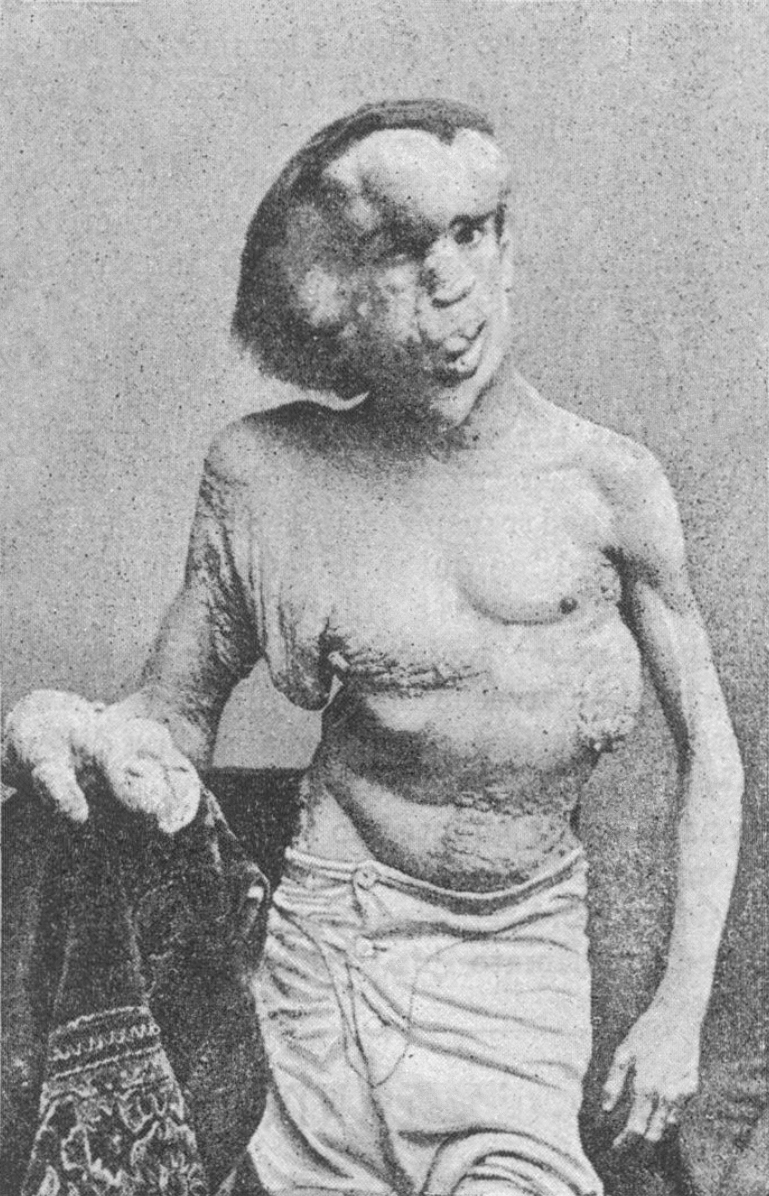
ジョゼフ・メリック 彼の死の前年・1889年撮影

ジョゼフ・ケアリー・メリック（Joseph Carey Merrick、1862年8月5日 - 1890年4月11日）は、ヴィクトリア朝時代のイギリスで、今日では主にプロテウス症候群が原因と推測されている身体の極度な変形、膨張から「エレファント・マン」（The Elephant Man）として知られた人物。
彼を最初に診察した医師フレデリック・トレヴェスがまとめた回想録を基に作家のバーナード・ポメランスが戯曲にした事から世に広まり映画化され、広く知られるに至った。

## 幼少年期

### 出生と両親の出自
1862年8月5日、イングランド・レスターで、ジョゼフ・ロックリー・メリック (Joseph Rockley Merrick 1838-97) を父、メアリー・ジェイン (Mary Jane 旧姓ポタートン Potterton　1837-73) を母として生まれる。父の名と、バプテスト派の信者であった母親の意向により、同派の宣教師ウィリアム・ケアリーに因んで、「ジョゼフ・ケアリー」と命名される。
父ジョゼフ・ロックリー・メリックは、ロンドン生まれの靴下製造業関連の職人バーナバス・メリック (Barnabas Merrick　1791-1856) の子。バーナバスは妻とともに1820年代から30年代の間にレスターに移住している。母メアリー・ジェインはレスター近郊・エヴィントンの出身。その父ウィリアムはレスター近郊のサーマストンで農作業に従事していた人物であった。メアリー・ジェインは六人きょうだいの第一子で、身体に障害を有し ながらも、12歳で基礎教育を修了すると、レスター近郊のある邸宅でメイドとして働き、一時期は日曜学校の教師も勤めた。二人が結婚したのは1861年12月のことで、当時のジョゼフ・ロックリーの職業は乗合馬車の御者であった。

### 家庭環境
夫妻が最初に居を構えたのはレスター市内のリー・ストリートなる地区であったが、付近は入り組んだ路地に沿って小さな住宅が建て混み、上下水道の設備も貧弱、毎年の如く繰り返される近隣のソア川、運河の氾濫の後は一帯が冠水し、あたりは汚水やごみに埋め尽くされる、といった環境下にあった。ジョゼフ・ロックリーは結婚後間もなく紡績工に、次いでより高給の倉庫の作業員に職を転じていて、メリックが生まれたのはその時期のことであった。夫妻は彼のほか、1864年生まれで、生後三ヶ月で天然痘のために夭折した次男ジョン・トーマス (John Thomas)、1866年生まれの三男ウィリアム・アーサー (William Arthur)、1867年生まれの長女マリアン・イライザ (Marion Eliza) を儲けている。マリアン・イライザもまた身体に障害を有していた。
ジョゼフ・ロックリーはウィリアム・アーサーの誕生の少し前に、よりよい生活環境を求めて転居、職も紡績工場の罐焚き夫に転じて、マリアン・イライザの誕生後には紡績工場の機関手となった。1870年頃からはその勤めと並行して自宅で衣料品店を開業し、1880年までは地域の商工業者の一人として名鑑にもその名を掲載されている。店舗と兼用していた住宅も、後には別の地所に家を建てて移り住んだ。

### かわりゆく家族
好調と見えた一家の生活であったが、1870年には三男ウィリアム・アーサーが猩紅熱で夭折。母メアリー・ジェインは悲しみにくれつつも、残る子供たちの育児と、衣料品店の切り盛りに忙殺されていたが、メリックが11歳であった1873年に過労に起因する気管支肺炎で倒れ、同年5月に36歳で死去した。父ジョゼフ・ロックリーは自らの仕事のほか、これまでは妻任せであった店、育児をも一手に引き受けることとなり、限界を感じたか家を引き払って一家で下宿生活に入る。下宿の家主はエマ・ウッド・アンティルなる子持ちの寡婦で、ジョゼフ・ロックリーは彼女に育児を手伝ってもらっていたが、翌1874年12月には彼女と再婚、一家はかつて住んでいた衣料品店を再び住まいとした。

## 苦難の歳月

### 病変の出現
出生時のメリックの身体には何の異常も認められなかったが、生後21ヵ月頃に最初の病変が、口の下付近の硬い腫れ物として出現、これは数ヶ月のうちに右頬にかけてのこわばった腫瘍となって拡がり、やがて口の中からはピンク色の肉塊が突き出てきて上唇を外側に押し出していった。さらに成長するにつれ、額には骨の瘤が出現、皮膚は弛んできめが粗くなり、右腕、両足の異常な肥大も始まるに至って、全身のプロポーションが損なわれていった。これらはやがて左腕などを除く皮膚、骨格の大部分に及ぶ、終生続く大きな膨張と変形へと進行することとなる。また弟ウィリアム・アーサー誕生のころに転倒して左の腰を痛め、ついで関節炎も併発して、以降終生歩行困難となった。

### 若き日の苦闘
それでも12歳で公立学校を卒業し、葉巻を製造するメッサーズ・フリーマンズ葉巻製造会社に就職。しかし2年後には右腕の変形が進んで離職せざるを得なくなり、父の支援の元に行商人の免許を取得、父の衣料品店の商品である靴下や手袋などを売り歩いた ものの、容姿が災いして営業は困難を極めた。やがてかねてからの継母との不仲 もあり家出、簡易宿泊所を泊まり歩く生活をへて、以前からメリックに好意的であった叔父のチャールズ・バーナバス・メリック(Charles Barnabas Merrick)の家に同居人として迎えられたが、このころには症状の進行により、彼が街頭に立つと周囲にパニックが発生するほどになっており、ほどなく行商人免許を剥奪された。やがて自らの意思で叔父の家を出、レスター市救貧委員会に出頭、就労不能を理由に救済を申し立てて受理され、1879年12月、17歳でレスター・ユニオン救貧院に入った。

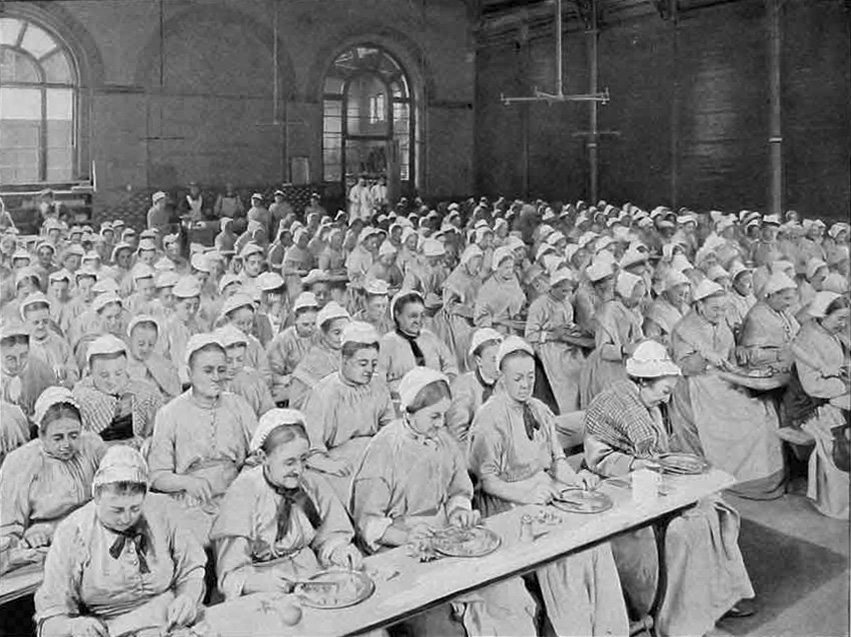
セント・パンクラス救貧院の女性収容者たちの食事風景（1911年）

### 救貧院での日々

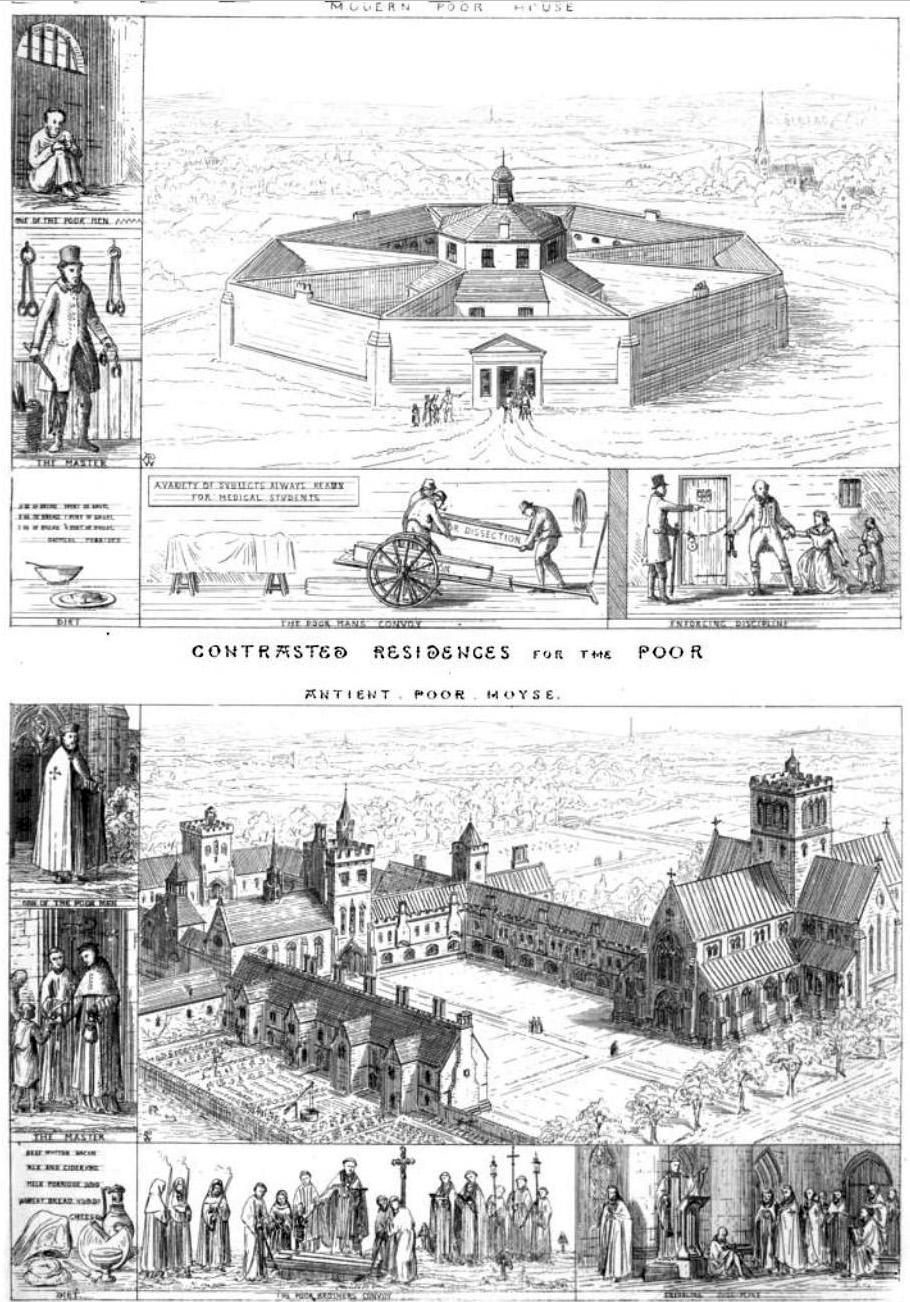
ヴィクトリア朝期の救貧院の一例・オーガスタス・プーギン設計の「コントラスティッド・レジデンセス・フォー・ザ・プアー」

レスター・ユニオン救貧院は、1838年に400人の貧困者を収容する計画の下設立され、後年レスターの主要産業であるメリヤス関連業が不況に陥り、多くの失業者、貧困者が生まれるや、1851年には1000人を収容可能な規模に拡張されたものである。メリック入所当時には、身寄りや保護者のいない老人、寡婦、孤児、アルコール依存症者、身体障害者、知的障害者、精神障害者のほか、失業者とその妻子、浮浪者、そして故意に働かず救貧院を生活の場にしている者ら928名が収容されていた。彼らは年代、性別、健康状態などにより、親子、夫婦をもばらばらにした個人単位でグループ分けされて生活。収容者はベルを合図として起床、就寝し、男性には廃材や石材の加工、農作業、薪割り、粉挽きなど、女性には洗濯、清掃、調理場や食堂での雑務、寝具や衣服の縫製や修繕などの仕事が課され、クリスマス以外は食事も極めて粗末であったし、酒、たばこは禁止、面会、外出は許可制で、就寝時には部屋を施錠された。そして規則に反した者には食事制限や恩典の取り消し、監禁などといった罰則が下され、作業拒否や係員への暴力などといった、特に悪質な違反のあった者は治安当局に通報の上、刑務所に送られることもあった。また当時のこの種の施設の常として衛生環境は劣悪で、日常的に結膜炎が流行した。メリックは病弱者や身体障害者らのグループに属してここでの日々を過ごしていたが、こうした生活環境はメリックにとって耐え難いものであったようで、翌年の3月には自らの意思により退所、職を求めて2日間街頭をさまよい歩いたものの果たせず、再び救貧院に戻っている。1882年・20歳の時には、上あごにあった象の鼻のような形の20センチほどの肉塊の切除手術をレスター施療院で受けた。

## 見世物小屋へ

### 「エレファント・マン」誕生
救貧院での生活に甘んじていたメリックであったが、1884年・22歳の時に奇形者を出演させる興行師兼コメディアンのサム・トー (Sam Torr) の存在を知り、自らの身の上を手紙に認めて送ったところ、トーはメリックと面会して彼を見世物興行の世界に入れることを決め、これに伴いメリックはこの年の8月にレスター救貧院を退所。トーは実業家サム・ローパー (Sam Roper) とJ.エリス (J.Ellis)、奇形者の見世物興行を手がける旅回りの興行師トム・ノーマン (Tom Norman) にジョージ・ヒッチコック (George Hitchcock) の４人とともに会社を設立する、彼らによって「半人半象　(Half a man & Half an Elephant)・エレファント・マン」なるキャッチフレーズが考案された。メリックはおそらくエリス所有の演芸ホール「ザ・リビング」で初舞台を踏み、その後は近隣のいくつかの都市を巡演したものと考えられている。

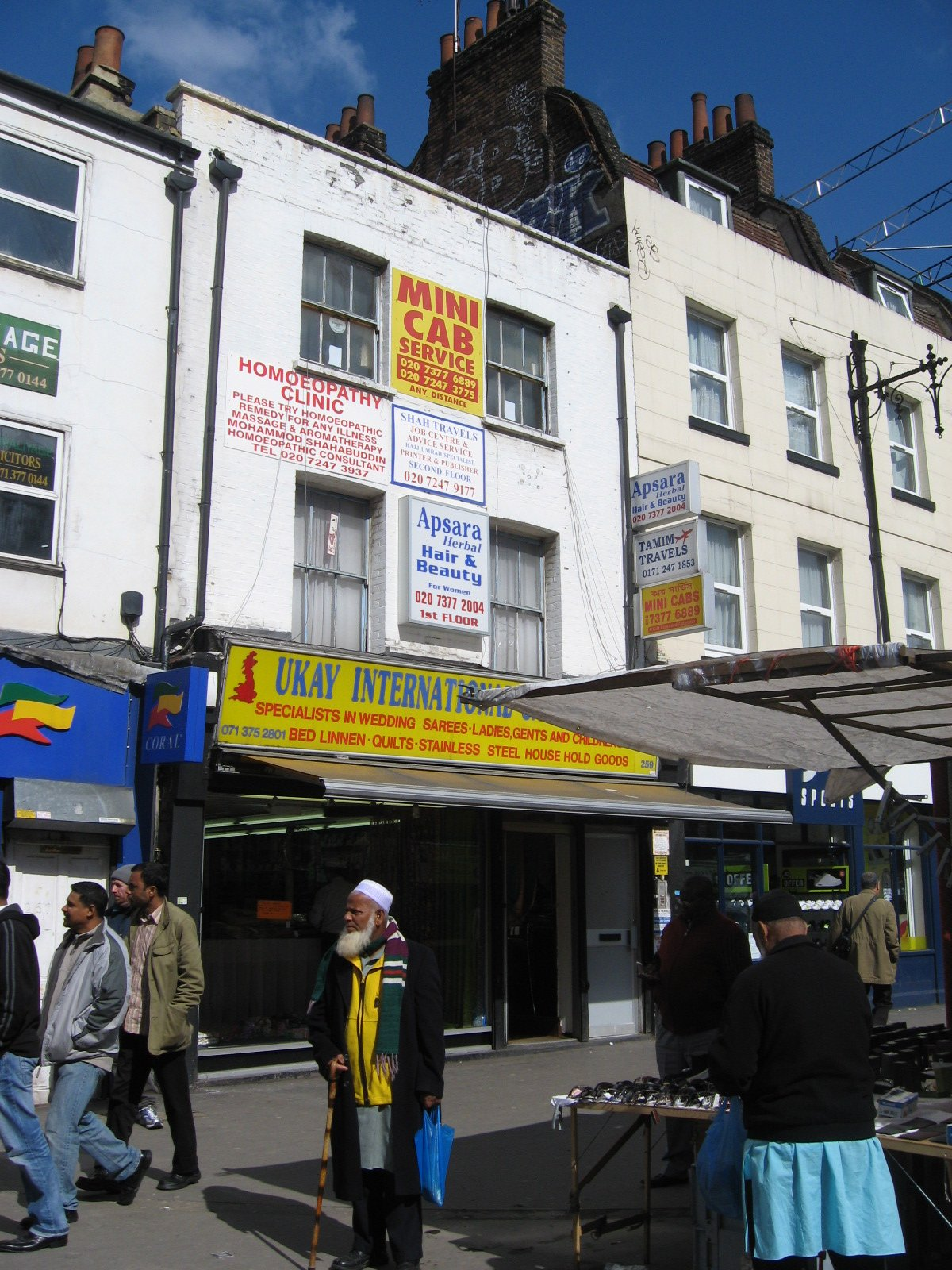
ホワイトチャペル・ロードに現存する、メリックが出演する見世物興行が催されていた建物。写真撮影当時はサリーの販売店

また会場では、メリック自らが半生を綴ったとされる「ジョゼフ・ケアリー・メリックの自伝」("The　Autobiography of Joseph Carey Merrick") と題された小文が掲載されたパンフレットも販売されていた。その小文には、彼の奇形が「彼の母親が彼を妊娠中、五月祭で町を訪れた移動動物園のパレードを見物しに行ったところ、誤って行進して来た象の足元に転倒、強い恐怖を味わったことが原因」だと書かれていたが、興行師はこれと同じことをメリックの見世物の開演前に、客に口上として申し述べ、客の好奇心を煽っていた。　

### 医師トレヴェスとの出会い

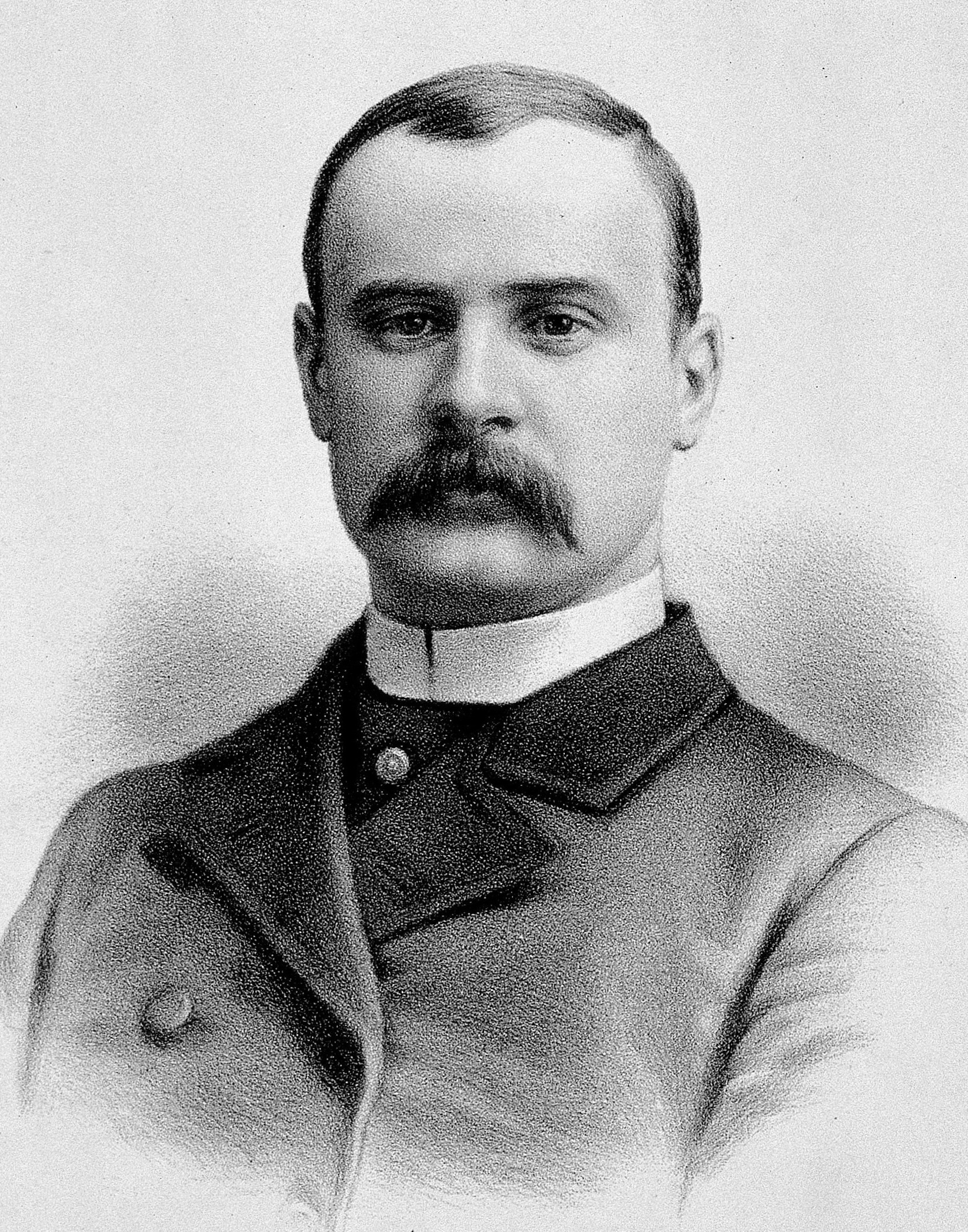
メリックの親しい友人でもあった医師フレデリック・トレヴェス(1884年)

この年11月、ノーマンはメリックを伴ってロンドンに出向き、ホワイトチャペル・ロードの見世物小屋で興行をうった。ホワイト・チャペルのロンドン病院の外科医であったフレデリック・トレヴェスはこのことをきっかけとしてメリックの存在を知り、自ら診察。トレヴェスは12月にはロンドン病理学会でメリックの症例を報告し、このときにはメリック自身も標本として回覧に供されている。翌年3月には同学会で再びメリックの症例をテーマとした、写真を用いての研究発表が行われ、これをもとにロンドンのユニバーシティ・カレッジの内科医ヘンリー・ラドクリフ・クロッカーはメリックを「皮膚弛緩症および神経腫性象皮病」と診断した。

### 流転の月日
しかし、このころより見世物小屋を公序良俗に反するものとして排斥する風潮が強まり、メリックの出演する小屋にも警察から閉鎖命令が下された。ノーマンは都市部での興行継続を断念し、イギリス国内の地方小都市、寒村を転々と巡演するも、社会情勢もあってか不振が続き、やがてノーマンはメリックの興行会社をオーストリア人のフェラーリと名乗る興行師に売却。メリックもこれに伴ってロンドンを離れ、ヨーロッパを巡演する生活に入るが依然として振るわず、1886年・メリック24歳の時、フェラーリ興行師はジョゼフの商品価値を見限るに至り、メリックの貯えを横取りしてベルギー・ブリュッセルで彼を解雇する。メリックはわずかな身の回りの品を質に入れて旅費を捻出し、まずはブリュッセルからオステンデまでを列車で移動、次いでアントワープから海路を経てイギリスのハリッジに上陸、再び鉄道を利用してロンドン・リバプールストリート駅に到着、所持していたトレヴェスの名刺を手がかりに彼に保護を要請し、特例としてロンドン病院に収容された。この間には物見高い群衆に幾度も取り囲まれたり、乗ろうとした汽船に乗船を拒否されたりといった筆舌に尽くしがたい辛酸をなめたといわれる。しかし一方ではウォーデル・カーデューなる人物から行路に関しての助言を得るという幸運もあった。

## 平穏な日々

### 安住の家
だがメリックは当面の治療を必要としない慢性患者であったため、この措置も同年末には限界に達し、同年12月4日には事態打開を図るべく、ロンドン病院理事長フランシス・カー・ゴム(Francis Carr Gomm)の投稿が「タイムズ」紙に掲載された。そのなかでカー・ゴムは、メリックはその容貌ゆえに就業は不可能であり、よって経済的自立も出来ない、一般の患者と一緒に療養させることも、他の患者に与える影響を考えればやはり避けるべきだが、難病患者のための公的な療養施設である王立施療院、国立養護ホームには共に受け入れを拒否された、そして本人は救貧院を非常に強く忌避している、といった事情を説明し、メリックを居住させるための個室の設置と、今後の彼の生活のための資金の寄付を求めた。12月11日には『ブリティッシュ・メディカル・ジャーナル』誌もカー・ゴムの投書について報じ、他の多くの一般紙、地方紙もこれに追随。これらの報道の結果膨大な量の手紙、多額の寄付金が寄せられ、年金の支給を申し出る篤志家も現れた が、一方では彼を盲人病院、灯台、刑務所といった場所に送れという投書もわずかながら寄せられたという。こうした社会の反応を踏まえ、理事会はメリックの収容延長を決定。ロンドン病院付主任技師であったウィリアム・テイラーの主導のもと、「ベッドステッド・スクエア」と呼ばれていた中庭に面した、大小二つの地下室がメリックの住居として改装された。大きい方の部屋は居間兼寝室として、ベッドやテーブル、数脚の椅子、小さな暖炉が備えられ、小さいほうのもう一部屋は浴室となった。そしてトレヴェスの方針により、どちらの部屋にも鏡は一つも設置されなかった。

### ひらかれてゆく心
病院収容当初、メリックは身辺に近づこうとする者に疑いの眼をむけ、苛立って震えだすこともあったほか、看護婦が差し伸べてくる手をも怖がったり、今度移されるのなら盲人の収容施設か灯台にしてくれないか、と言うなど、落ち着かない様子が目立ったが、トレヴェスをはじめとする周囲の人々が、彼の口の変形ゆえの
聞き取りにくい言葉に慣れ、次第にそれを理解するようになるにつれ、メリックの態度も次第に穏やかなものになっていった。
トレヴェスもまた、毎日最低一回メリックの部屋を訪れるように努め、日曜日には午前中の数時間をメリックと過ごすようにしており、コミュニケーション上の問題ゆえの、彼が重度の知的障害者なのではないかとの当初の考えをほどなく改めるにいたった。メリックの側も次第にトレヴェスに心を開くようになっていったが、自らの過去、とりわけ父やきょうだいのことは語りたがらなかった。しかし母親に関しては「美しい人だった」と言い、そうした母親からなぜ自分のような人間が生まれたのかを不思議がるのが常であったという。見世物小屋に出ていた頃のことも話したがらないものの、興行師のことは決して悪く言わなかった。ところが救貧院のことに話が及ぶや、激しい怒りをあらわにした、といわれる。
幼少時から、病気ゆえに人間社会から疎外されることが常であったメリックは、その孤独を読書によって癒していたといわれる。読んでいたのは各種の新聞、雑誌、純文学、大衆小説、そして聖書、祈祷書などで、それらは捨てられていたものを拾うなどして偶然に入手したものであったため、得ていた知識も雑駁で偏ってはいたものの、ともかくもメリックは、それらを介して自らの世界観を作り上げていた。それまで中産階級の市民の家の中を見たことがなかったメリックの希望に応え、トレヴェスが自宅を見学させた際には、豪邸を期待しているかもしれぬメリックを裏切るわけにはいかない、という考えから、私の家はジェイン・オースティンの『エマ』に描かれているようなごく普通の、つつましい庶民の住まいなのだ、とトレヴェスは説明し、読書家のメリックを納得させたという。
やがてトレヴィスのとりなしで、彼の知り合いである「若くて美しい未亡人」 Mrs.Lelia Maturin との面会を経験するに至り、徐々に他人との交流を求めるようになっていったという。この面会はごく短いものであったが、微笑みつつ部屋に入ってきた Maturin に、メリックは一言も発することができず、やがて彼女の手を離すや嗚咽をもらし、やがてすすり泣いたという。後にメリックは女性に笑いかけられたり、握手を求められたりしたのはこのときが初めてだったと告白した。 Maturinとの親交はその後も続き、彼女からプレゼントを贈られた際にはメリックは感謝の手紙を送っているが、これは今日、現存する唯一のメリックが書いた手紙となっている。 

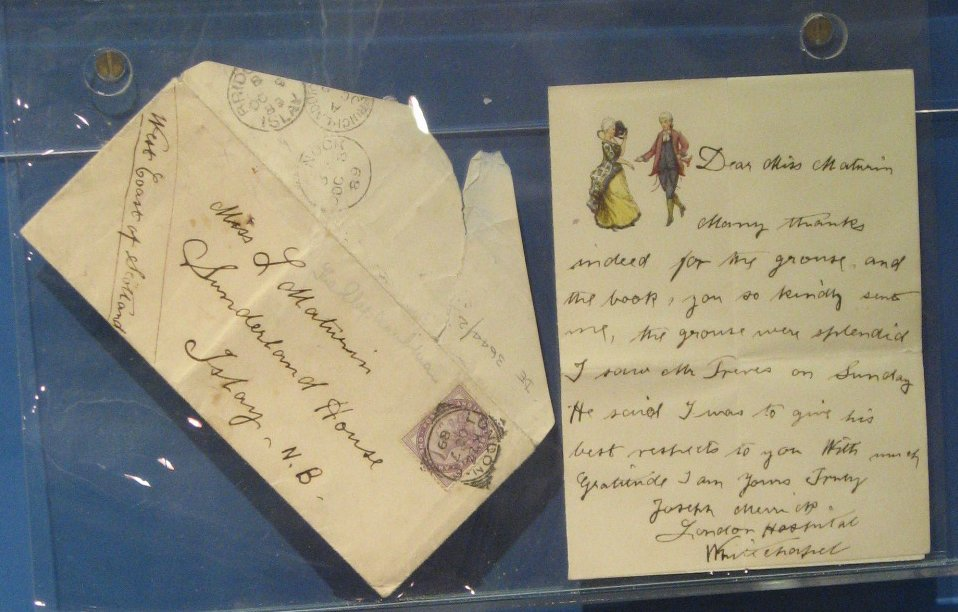
メリックがMrs.Lelia Maturinに宛てて書いた手紙　メリックの書いた手紙として現存する唯一のもの

### 医師たちが見たメリック
トレヴェスは自らの後輩である研修医たちに、空き時間を利用してメリックを見舞うように命じていた。それに従っていた研修医のひとりウィルフレッド・グレンフェルは後に著した自伝「ラブラドルの一医師」のなかで、メリックが自分の容姿を神経質に気にしていたこと、また正常であった左手を誇りとしていたことを記し、レジナルド・タケットもまた、メリックが感じていた自分の左手への誇りや、美しいものや立派な衣服を好む彼の嗜好を語っている。一方でD.G.ハルステッドは回想録に、彼の顔は象よりもバクに似ていると思った、だが「バク男」では見世物小屋のキャッチフレーズとしては不適当だったろう、と冷ややかな観察を記し、メリックのもとをたずねた後、ほかの持ち場に戻るときにはほっとするのが常だった、とも告白している。

### 上流社会の寵児
カー・ゴムの投稿掲載以降、メリックの存在は上流階級の人々の関心を惹くところとなり、メリックへの面会希望が相次いで寄せられるようになった。彼らは骨董品や絵画、自分たちのサイン入りの写真などといったプレゼントを持参していたが、読書家であったメリックは特に本を贈られることを喜んだといわれる。メリックに関わった著名人の一人には、生涯を通じて慈善活動に積極的だった高名な女優、マッジ・ケンドールもいた。彼女は俳優だった夫を通じてメリックの存在を知り、当時はまだ発明されて日の浅い蓄音機を贈ったり、メリックの希望に応じてかご細工の教師を彼のもとに派遣するなどした。メリックもこうしたケンドールの厚意に応えて最初のかご細工の作品や、看護婦たちの手助けも得て作り上げたボール紙製のマインツ大聖堂の模型を彼女に贈っている。

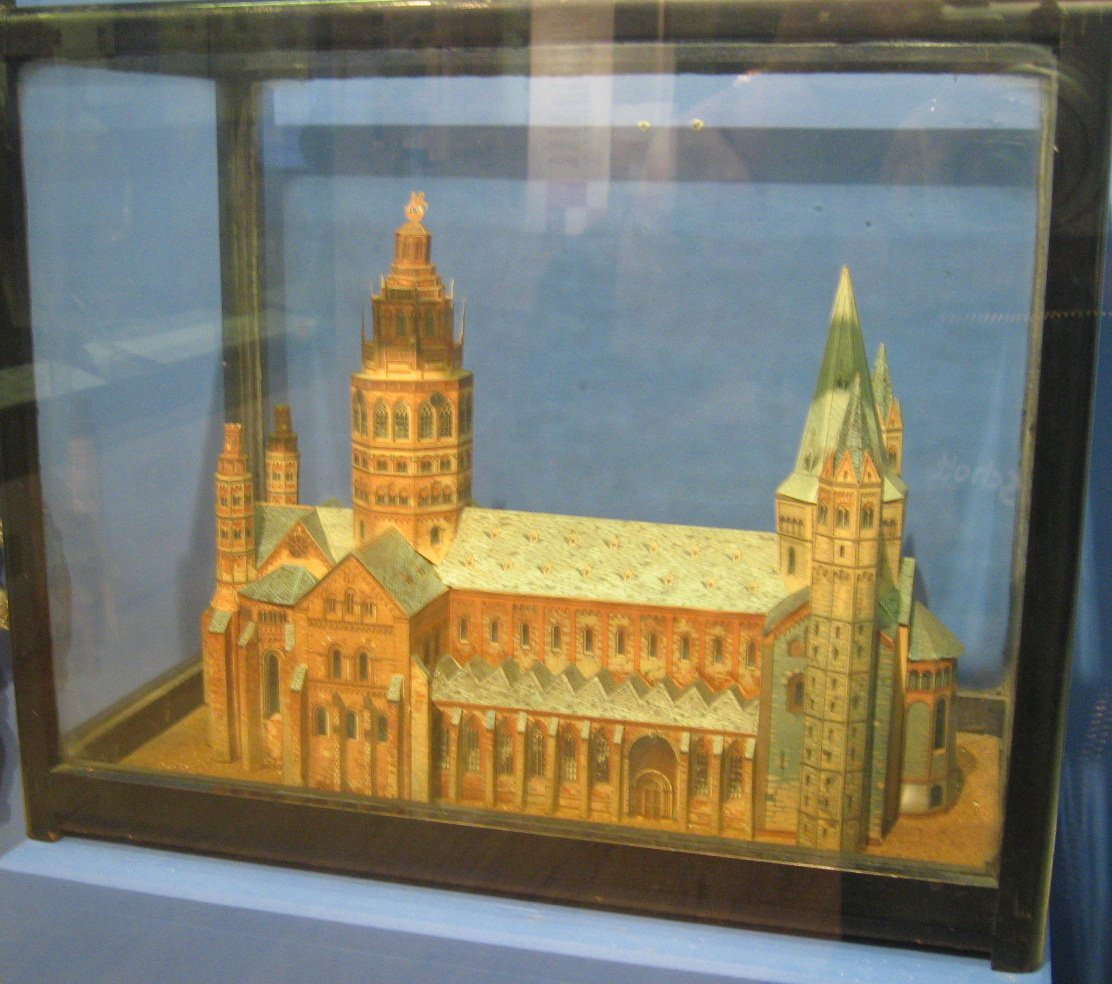
メリックが看護婦たちと作り、ケンドールに贈ったボール紙製のマインツ大聖堂の模型

1887年5月には当時のイギリス皇太子・エドワード(のちのエドワード7世)と、その妃・アレグザンドラがホワイト・チャペルにあるロンドン病院付属医科大学の新館、看護婦寮の落成式に出席した際、メリックの部屋を訪問した。この年のクリスマスにはドルリー・レーン劇場でパントマイム劇「長靴を履いた猫」を観劇したともいわれる。この折にはケンドールの助力により、バーデット・クーツ男爵夫人所有の特別席を使用した。また1889年夏にはナイトレー夫人の厚意によりノーザンプトン近郊のフォースリー・パークに6週間滞在、田舎暮らしを経験した。またこのころ次第に宗教への関心を深め、ロンドン病院付きの牧師トリストラム・ヴァレンタインの影響によりイギリス国教会の教義に親しみ、やがてウィリアム・ウォルシャム・ハウの司式による堅信礼が行われ、同教会に改宗した。

### 突然の死
1890年4月11日、すでにかなりの衰弱をみせていたメリックは、正午まで起き出さないのが通例になっていた。彼の係であった看護婦・アイアランドがこの日も必要な世話をしたが、特に変わった様子はなく、午後1時半にはメイドが昼食を運んで来、好きな時間に食べられるように置いていった。3時を少し回ったころ、定例の午後の回診にきたトレヴェス付きの研修医・ホッジスが、ベッドに仰向けに寝た姿勢で亡くなっていたメリックを見つけた。享年27歳だった。昼食はメイドが置いていった場所に手をつけずにそのまま残されており、ホッジスは自分の一存で遺体に触れぬほうがよいと判断、先輩であるアッシュの立会いを求め、死後最初の検査はこの両名によって行われた。
死後直ちに検死官ウィン・バクスターによって検死陪審が開かれ、メリックの叔父チャールズ・バーナバスによる形式的な遺体確認のあと、生前のメリックを最後に見たアイアランド、死んでいる彼を最初に見たホッジスがそれぞれ証言、それらにもとづいて、死因は頸椎の脱臼あるいは窒息による自然死と判断された。翌朝の『タイムズ』紙には、「エレファント・マンの死」なる大見出しと共にその詳細が報じられ、ロンドン病院理事長のカー・ゴムのメッセージも併せて掲載された。生前のメリックに支援を寄せた人たちへの感謝の辞とともに、彼らから寄せられた寄付金の残金の今後の扱いとして、各方面に必要と考えられる謝礼を支払った後、病院の一般会計に組み入れる予定である旨が報告された。一方で医学専門誌『ブリティッシュ・メディカル・ジャーナル』にもメリックの最後の日々やその死因などに関する記事が掲載された。
一説には仰向けに寝ることを試みた際の事故、また自殺説も取り沙汰された。ディスカバリーチャンネルが2011年に製作した『蘇るエレファントマン』では、彼の骨格標本を詳細に検査したところ、頚椎の損傷具合から彼独特の就寝方法 を取ろうとした際に、頚椎が脱臼し、絶命。そして結果として巨大な頭部の重みで仰向けになった状態で発見された事故と結論付け、自殺説を否定している。
死後、亡骸各部の石膏型および骨格標本が保存されて研究の対象となっているほか、彼の使用した帽子や本人が組み上げた建物の模型等、いくつかの遺品は博物館で見ることができる。皮膚などの組織標本も保存されていたが、第二次世界大戦下で失われた。

### ゆかりの人々のその後
1897年1月30日にはメリックの生地レスターで父ジョゼフ・ロックリー・メリックが気管支炎のため死去。死亡届を提出したのは家族ではなく、臨終に立ち会った隣家のジョージ・プレストンであった。なお公的記録の不備により、叔父チャールズ・バーナバス・メリックに関してはレスターで1925年までは生存していた、としか分かっていない。身体に障害のあった妹のマリアン・イライザは1891年に脊髄炎により死去している。1923年にはフレデリック・トレヴェスが「エレファント・マンとその他の思い出」を出版し、12月7日に死去し、同年にはサム・トーも死去した。

## 医学的な所見
メリックの疾患は、骨格の変形と皮膚の異常な増殖からなっていた。皮膚は各所で乳頭状の腫瘍を示し、とくに頭部や胴部では皮下組織の増大によって弛んで垂れ下がっていた。右腕・両脚がひどく変形肥大して棍棒のようになっていたのに対し、左腕や性器は全く健全だった。
上唇から突出した象の鼻状の皮膚組織が一時は20センチ近くに達し、このため会話や食事は終生不自由で、救貧院時代にいったん切除している。会話は困難で発音が聞き取りにくかったとされているが知能は正常で、12歳までは学校にも通っていて読み書きは堪能だった。また少年時代にひどく転んで腰を痛め、脊柱も湾曲しており、歩くときは杖が必要だった。
原因については当時から、レックリングハウゼン病などとして知られる神経線維腫症1型、また俗には象皮病と結びつけて考えられてきたが、近年では特定の遺伝的疾患群をさすプロテウス症候群とする見方が有力である。

## 大衆文化
1979年から1980年にかけて、舞台と映画の両方で彼の生涯が取り上げられ、再びメリックは脚光を浴びることになった。両作品はいずれも大成功を収め、1979年の演劇作品『エレファント・マン』はトニー賞を受賞、また翌年の映画『エレファント・マン』はアカデミー賞に推された。両作品の切り口は互いに異なり、内容的には関係がない。詳しくはそれぞれの項を参照。

### ジョゼフ・メリックを扱った作品
映画
- エレファント・マン - 1980年のアメリカ映画。

演劇
- エレファント・マン - 1977年のイギリス戯曲。

オペラ
- エレファント・マン（Joseph Merrick dit Elephant Man） - 2002年2月7日、プラハで初演されたオペラ（初演のものではないが、CD、DVD化もされている）。ローラン・プティジラール作曲、エリック・ノン（Éric Nonn）台本。

ドラマ
- リッパー・ストリート - イギリスBBCのドラマ。2013年放映のシリーズ2のエピソード1～2にメリックおよびトレヴェス医師が登場する。

ドキュメンタリー
- 蘇るエレファントマン - 2011年のディスカバリーチャンネル製作のドキュメンタリー番組。ジョゼフの骨格標本を元に、最新の3D技術で歩行方法、肉声、死因等を追求している。

小説
- 一八八八切り裂きジャック（服部まゆみ、角川書店、2002年3月） ISBN 9784041785058 - 物語上で、切り裂きジャックの協力者として推理される。

漫画
- フロム・ヘル -1999年に刊行された アラン・ムーア作、エディ・キャンベル画のグラフィックノベル。